# Морунаш
Морунаш (Vimba vimba) е вид лъчеперка от семейство Шаранови (Cyprinidae). Видът не е застрашен от изчезване.

## Разпространение
Разпространен е в Австрия, Азербайджан, Армения, Беларус, Босна и Херцеговина, България, Германия, Грузия, Гърция, Дания, Естония, Иран, Италия, Казахстан, Латвия, Литва, Молдова, Нидерландия, Полша, Република Македония, Румъния, Русия, Словакия, Словения, Сърбия, Турция, Украйна, Унгария, Финландия, Хърватия, Черна гора, Чехия и Швеция.